# 弗朗茨·邁恩

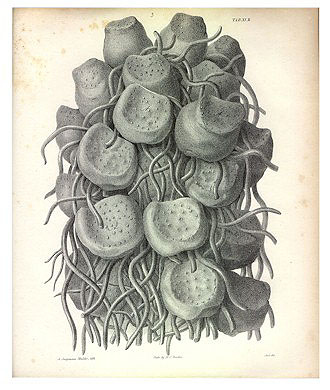
1834年的著作《Ueber die neuesten Fortschritte der Anatomie und Physiologie der Gewächse》內之插圖

弗朗茨·尤利乌斯·费迪南德·迈恩（德語：Franz Julius Ferdinand Meyen，1804年6月28日—1840年9月2日）是一位德國醫師、植物學家與鳥類學家。出生於東普魯士蒂爾西特（Tilsit，現在的蘇維埃茨克）。他在1830年所寫的《植物解剖學》（Phytotomie），是最早關於植物解剖學的回顧論文。